# حصيا
  حصيا (بالإنجليزية: H'SSYIA)‏ هي جماعة قروية تابعة لإقليم تنغير ضمن جهة درعة تافيلالت بالمغرب.  بلغ مجموع عدد سكان   حصيا حسب إحصاءات 2014 حوالي 13741  نسمة من بينهم 5 أجانب  يعيشون في  1602 أسرة.

## إحصاء عام
| السنة | عدد السكان | عدد الأسر | عدد الأجانب |
| ----- | ---------- | --------- | ----------- |
| 1994  | 10151      | 1023      | 0           |
| 2004  | 11237      | 1196      | 1           |
| 2014  | 13741      | 1602      | 5           |